# شش سگ گانگستر
شش سگ گانگستر (The Doberman Gang) فیلمی آمریکایی محصول سال ۱۹۷۳ میلادی (برابر با ۱۳۵۱ خورشیدی) است. موضوع فیلم در مورد یک مربی حیوانات بااستعداد است که یک دسته سگ دوبرمن را برای سرقت از بانک تربیت می‌کند.

## داستان فیلم
این فیلم داستان یک مربی حیوانات را که ۶ سگ دوبرمن را برای دزدی از یک بانک آموزش می‌دهد، به نمایش می‌گذارد. این سگ‌ها پس از ربودن بانک با نام افراد سرشناس نامگذاری می‌شوند. نام‌های آن‌ها دیلینگر (به انگلیسی: John Dillinger) ، بونی پارکر (به انگلیسی: Bonnie Parker) ، کلاید (به انگلیسی: Clyde Barrow)، پرتی بوی فلوید (به انگلیسی: Pretty Boy Floyd)، بیبی فیس نلسون (به انگلیسی: Baby Face Nelson) و ما بارکر (به انگلیسی: Ma Barker) هستند.

## مکان فیلمبرداری
تمام این فیلم در سیمی‌والی، کالیفرنیا فیلمبرداری شد.